# Irene Beatriz Castaño Navarro
Irene Beatriz Castaño Navarro (Ciudad de México) es una investigadora mexicana de la División de Biología Molecular del Instituto Potosino de Investigación Científica y Tecnológica. Forma parte del Sistema Nacional de Investigadores y de la Academia de Ciencias de América Latina (ACAL). Además en el periodo 2017-2019 fue presidenta de la Sociedad Mexicana de Bioquímica (SMB) y fue vicepresidenta en el periodo 2015-2017, siendo socia numeraria desde 2013.

## Trayectoria
Estudió la licenciatura, maestría y doctorado en Investigación Biomédica Básica en la Universidad Nacional Autónoma de México (UNAM). Durante sus estudios trabajó al lado del Fernando Bastarrachea, Alejandra Covarrubias, Fernando Bastarrachea y Francisco Bolívar. 
En el periodo 1990-2014 realizó diferentes estancias de investigación en Estados Unidos: en la Universidad de Wisconsin-Madison, la Universidad de California en San Francisco (UCSF), la Universidad de Virginia en Charlottesville (UVA) y la Universidad Johns Hopkins. Los temas principales de investigación fueron regulación genética y biología molecular.

## Líneas de investigación
Sus trabajos de investigación han estado enfocados principalmente en diagnóstico molecular para detectar la candidemia, infección causada por Candida glabrata. Trabaja  por un lado la identificación de genes de virulencia del hongo patógeno oportunista Candida glabrata mediante la utilización 20 mil mutantes al azar de todo el genoma de este organismo; y por otro lado la identificación de los genes de apareamiento y el estudio de la expresión de éstos bajo diferentes condiciones y su posible impacto en virulencia.

## Publicaciones
Entre sus publicaciones científicas más destacadas se encuentran:
- Gutiérrez-Escobedo G, Hernández-Carreón O, Morales-Rojano B, Revuelta-Rodríguez B, Vázquez-Franco N, Castaño I, De Las Peñas A. Candida glabrata peroxiredoxins, Tsa1 and Tsa2, and sulfiredoxin, Srx1, protect against oxidative damage and are necessary for virulence. Fungal Genet Biol. 2020 Feb;135:103287. doi: 10.1016/j.fgb.2019.103287. Epub 2019 Oct 22. PMID: 31654781.
- Juárez-Reyes A, Castaño I. Chromatin architecture and virulence-related gene expression in eukaryotic microbial pathogens. Curr Genet. 2019 Apr;65(2):435-443. doi: 10.1007/s00294-018-0903-z. Epub 2018 Nov 15. PMID: 30443783.
- Gutiérrez-Escobedo G, Hernández-Carreón O, Morales-Rojano B, Revuelta-Rodríguez B, Vázquez-Franco N, Castaño I, De Las Peñas A. Candida glabrata peroxiredoxins, Tsa1 and Tsa2, and sulfiredoxin, Srx1, protect against oxidative damage and are necessary for virulence. Fungal Genet Biol. 2020 Feb;135:103287. doi: 10.1016/j.fgb.2019.103287. Epub 2019 Oct 22. PMID: 31654781.

## Premios y reconocimientos
En 1886 obtuvo la medalla Gabino Barreda, otorgada por la Universidad Nacional Autónoma de México y en 2008 el premio "Travel Award" por la Sociedad Americana de Microbiología (en inglés: American Society for Microbiology).

## Patentes
Castaño Navarro cuenta con varias patentes entre las que se encuentran: 
- Oligonucleótidos de Candida parapsilosis, métodos de detección y kit del mismo. Invención. Irene Castaño, Alejandro De Las Peñas. 2017
- Oligonucleótidos de Candida albicans, métodos de detección y kit del mismo.Invención. Irene Castaño, Alejandro De Las Peñas. 2014
- Oligonucleótidos de Candida tropicalis, métodos de detección y kit del mismo.Invención. Irene Castaño, Alejandro De Las Peñas. 2014
- In vitro method for the detection of Candida glabrata, diagnostic kit and use thereof.Invención. Irene Beatriz Castaño Navarro, Mayra Cuéllar Cruz y Alejandro De Las Peñas Nava. 2010
- Método in vitro para la detección de Candida glabrata, kit de diagnóstico y usos de los mismos.Invención. Irene Castaño, Mayra Cuéllar Cruz y Alejandro De Las Peñas. 2009[8][9]